# Cecília Homem de Mello
Cecília Homem de Mello (24 de dezembro de 1953) é uma atriz, roteirista e produtora de elenco brasileira.
Jornalista que passou pelo Jornal da Tarde em SP, mudou sua carreira quando entrou para o CPT, grupo de teatro de Antunes Filho. Estudo na Escola de Arte Dramática da Universidade de São Paulo onde se formou em 1980.
Participou como atriz de montagens clássicas como Macunaíma. Ainda no grupo fez a adaptação de Pedra do Reino de Ariano Suassuna que viria a ser encenada muitos anos depois.  Em 1985 foi apresentada pelo Marcelo Tas para os sócios da produtora de vídeo Olhar Eletrônico onde passou a trabalhar como atriz e roteirista.
Parceira fiel do cineasta Fernando Meirelles, com quem já realizou diversos trabalhos, entre eles: os filmes, E no meio passa um trem, Domésticas e Ensaio Sobre a Cegueira, e Som & Fúria, minissérie adaptada da série canadense Slings and Arrows para a televisão brasileira, co-produzida pela Rede Globo e a produtora O2 Filmes.
Foi Cecília a responsável pelo elenco da minissérie Som & Fúria. Ela, assistiu à série original para criar referências e compor o elenco da minissérie, traçando assim dois caminhos distintos: a aproximação com características do original ou a oposição total.
Em 2019 figurou na novela da TV Globo “Órfãos da Terra” numa ponta como a detetive Dona Calpúrnia. E contracenou com Selton Mello na 4a temporada da minissérie “Sessão de Terapia”, como a personagem Haidée.

## Carreira artística
Produtora de Elenco
- 2000 - Imminente Luna (filme)
- 2001 - Distraída para a Morte (filme)
- 2001 - Domésticas  (filme)
- 2009 - Som & Fúria (minissérie)
- 2012 - Entre Nós (longa)
- 2015 - Os Experientes (série para a Rede Globo)

Atriz
- 1991 - Glub Glub (programa infantil)
- 1998 - E no Meio Passa Mm Trem (filme)
- 2001 - Domésticas  (filme)
- 2009 - Som & Fúria (minissérie)
- 2012 - A Grande Família (seriado)
- 2013 - Beleza S/A (série)
- 2015 - Felizes para Sempre? (série)
- 2017 - Vade Retro (série)
- 2019 - Órfãos da Terra (novela) - Calpúrnia[2]
- 2019 - Sessão de Terapia (série) - Haidée
- 2021 - 7 Prisioneiros (filme)
- 2021 - Filhas de Eva (série) - Catarina Weinermann

Departamento de Elenco
- 2002 - Cidade de Deus (filme)
- 2008 - Ensaio sobre a Cegueira (filme) (elenco: Brasil)

Roteirista
- 2001 - Domésticas (filme)